# Рик Риърдън
Ричърд Ръсел Риърдън – младши нига
(на английски: Richard Russell Riordan Jr.), известен като Рик Риърдън, е американски писател, добил популярност с поредицата Пърси Джаксън и боговете на Олимп, в която се разказва за 12-годишния Пърси, който открива, че е син на бог Посейдон. Книгите на Риърдън са преведени на 42 езика и са продадени в над 30 милиона екземпляра в САЩ. Туентиът Сенчъри Фокс адаптира първите две книги от поредицата за Пърси Джаксън за голям екран, като премиерата на първия филм е през 2010 г., а на втория – през 2013 г.
Първият роман на Риърдън е Голяма червена текила, който излиза през 1997 г. и поставя началото на поредицата Трес Навар. Големият му пробив е Похитителят на мълнии (2005), първият роман от пенталогията „Пърси Джаксън“, основана на древногръцката митология. След това Риърдън пише трилогията Хрониките на Кейн и пенталогията Героите на Олимп. Хрониките на Кейн (2010 – 2012) се фокусира върху египетската митология; Героите на Олимп е разклонение на Пърси Джаксън и боговете на Олимп. Риърдън подпомага американското издателство Scholastic при разработването на поредицата 39 ключа, чието начало се поставя от романа му Лабиринтът с костите (2008). През 2015 г. започва поредицата  Магнус Чейс и боговете на Асгард, базирана на скандинавската митология, а през 2016 г. – поредицата Изпитанията на Аполон, базирана на гръко-римската митология.

## Биография
Рик Риърдън е роден и израснал в Сан Антонио, Тексас. Завършва гимназията в родния си град. Следва английски език и история в Тексаския университет в Остин и получава сертификат за преподаване на тези дисциплини от Тексаския университет в Сан Антонио. В продължение на осем години преподава английски език и социални науки в гимназията „Presidio Hill“ в Сан Франциско.
Рик се жени за Беки Риърдън, родом от източното крайбрежие, през 1985 г. на общия рожден ден на двойката. Раждат им се синовете Хейли и Патрик. Хейли Риърдън вдъхновява баща си за поредицата Пърси Джаксън и боговете на Олимп, като история преди лягане. През 2013 г. семейството се мести от Сан Антонио в Бостън заради Хейли, който започва да учи в колеж.

## Творчество

### Самостоятелни романи
- Cold Springs (2004)
- Daughter of the Deep (2021)
Дъщеря на дълбините, изд. „Егмонт България“ (2021), ISBN 978-954-272-667-8
- The Sun and The Star: A Nico di Angelo Andventure (2023) - в съавторство с Марк Оширо
Слънцето и Звездата: Една история за Нико ди Анджело, изд. „Егмонт България“ (2023), прев. Цветелина Тенекеджиева, ISBN 978-954-273-071-2

### Серия „Трес Навар“(Tres Navarre series)
1. Big Red Tequila (1997)
Голяма червена текила, изд. „Егмонт България“ (2012), прев. Емилия Л. Масларова, ISBN 978-954-27-0757-8
2. The Widower's Two-Step (1998)
Песента на вдовеца, изд. „Егмонт България“ (2012), прев. Емилия Л. Масларова, ISBN 978-954-27-0810-0
3. The Last King of Texas (2001)
4. The Devil Went Down to Austin (2002)
5. Southtown (2004)
6. Mission Road (2005)
7. Rebel Island (2008)

### Серия „39 ключа“ (The 39 Clues series)
1. The Maze of Bones (2008)
Лабиринтът с костите, изд. „Егмонт България“ (2009) прев. Емилия Л. Масларова, ISBN 978-954-27-0305-1
2. Introduction to The 39 Clues: The Black Book of Buried Secrets (2010)
3. Vespers Rising (2011, в съавторство с Питър Лерангис, Гордън Корман и Джуд Уотсън)

### Серия „Пърси Джаксън и боговете на Олимп“ (Percy Jackson & the Olympians)
1. The Lightning Thief (2005)
Похитителят на мълнии, изд. „Егмонт България“ (2010), прев. Владимир Молев, ISBN 978-954-27-0431-7
2. The Sea of Monsters (2006)
Морето на чудовищата, изд. „Егмонт България“ (2010) прев. Владимир Молев, ISBN 978-954-27-0472-0
3. The Titan's Curse (2007)
Проклятието на титана, изд. „Егмонт България“ (2010) прев. Владимир Молев, ISBN 978-954-27-0521-5
4. The Battle of the Labyrinth (2008)
Битката за Лабиринта, изд. „Егмонт България“ (2010), прев. Владимир Молев, ISBN 978-954-27-0543-7
5. The Last Olympian (2009)
Последният олимпиец, изд. „Егмонт България“ (2011), прев. Владимир Молев, ISBN 978-954-27-0562-8

#### Съпътстващи издания
- The Demigod Files (2009)
Досиетата на героя, изд. „Егмонт България“ (2011), прев. Александър Драганов, ISBN 978-954-27-0574-1
- The Ultimate Guide (2010, в съавторство с Антонио Капаро, Филип Кидлоу и Кевин Хайс)
- Percy Jackson and the Singer of Apollo (2013; кратък разказ)
- Percy Jackson's Greek Gods (2014)
Гръцките богове на Пърси Джаксън, изд. „Егмонт България“ (2015), прев. Александър Драганов, ISBN 978-954-27-1471-2
- Percy Jackson's Greek Heroes (2015)
Гръцките герои на Пърси Джаксън, изд. „Егмонт България“ (2015), прев. Александър Драганов, ISBN 978-954-27-1555-9
- Camp Half-Blood Confidential (2017)
Поверително от Лагера на нечистокръвните, изд. „Егмонт България“ (2017), прев. Александър Драганов, ISBN 978-954-27-2088-1
- The Percy Jackson Coloring Book (2017)☃☃
- The Lightning Thief: Illustrated Edition (2018, илюстровано издание)[7]

### Серия „Героите на Олимп“ (The Heroes of Olympus)
1. The Lost Hero (2010)
Изчезналият герой, изд. „Егмонт България“ (2011), прев. Александър Драганов, ISBN 978-954-27-0646-5
2. The Son of Neptune (2011)
Синът на Нептун, изд. „Егмонт България“ (2011), прев. Александър Драганов, ISBN 978-954-27-0710-3
3. The Mark of Athena (2012)
Знакът на Атина, изд. „Егмонт България“ (2012), прев. Александър Драганов, ISBN 978-954-27-0866-7
4. The House of Hades (2013)
Домът на Хадес, изд. „Егмонт България“ (2013), прев. Александър Драганов, ISBN 978-954-27-1062-2
5. The Blood of Olympus (2014)
Кръвта на Олимп, изд. „Егмонт България“ (2014), прев. Александър Драганов, ISBN 978-954-27-1324-1

#### Съпътстващи издания
- The Demigod Diaries (2012)
Дневниците на героя, изд. „Егмонт България“ (2012), прев. Александър Драганов, ISBN 978-954-27-0848-3
- Demigods of Olympus (2015, интерактивна e-книга)

### Серия „Хрониките на Кейн“ (The Kane Chronicles)
1. The Red Pyramid (2010)
Червената пирамида, изд. „Егмонт България“ (2011) прев. Емилия Л. Масларова, ISBN 978-954-27-0586-4
2. The Throne of Fire (2011)
Огненият престол, изд. „Егмонт България“ (2011) прев. Емилия Л. Масларова, ISBN 978-954-27-0707-3
3. The Serpent's Shadow (2012)
Сянката на змея, изд. „Егмонт България“ (2012) прев. Емилия Л. Масларова, ISBN 978-954-27-0821-6

#### Съпътстващи издания
- Survival Guide (2012)
- Brooklyn House Magician's Manual (2018)[7]
Наръчник на магьосника от Бруклин, изд. „Егмонт България“ (2022), прев. Александър Драганов, ISBN 978-954-27-2739-2

### „Полубогове и магьосници“ (Demigods and Magicians)
- The Son of Sobek (2013)
Синът на Собек, изд. „Егмонт България“ (2013), прев. Александър Драганов
- The Staff of Serapis (2014)
Жезълът на Серапис (2018), фен-превод
- The Crown of Ptolemy (2015)

Първоначално издадени поотделно три разказа, по-късно събрани в сборника Demigods and Magicians (2016)
Полубогове и магьосници, изд. „Егмонт България“ (2022), прев. Александър Драганов, ISBN 978-954-272-522-0

### Графични романи

#### Серия „Пърси Джаксън и боговете на Олимп“ (Percy Jackson & the Olympians)
1. The Lightning Thief Graphic Novel (2010, в сътрудничество с Робърт Вендити, Нейт Пауъл и Джос Виярубия)
Похитителят на мълнии (романът в комикс), изд. „Егмонт България“ (2020), прев. Александър Драганов, ISBN 978-954-27-2499-5
2. The Sea of Monsters Graphic Novel (2013, в сътрудничество с Робърт Вендити, Атила Футаки и Тамаш Гаспар)
Морето на чудовищата (романът в комикс), изд. „Егмонт България“ (2022), прев. Александър Драганов, ISBN 978-954-272-841-2
3. The Titan's Curse Graphic Novel (2013, в сътрудничество с Робърт Вендити, Атила Футаки и Грегъри Гуилхамънд)
Проклятието на титана (романът в комикс), изд. „Егмонт България“ (2022), прев. Александър Драганов, ISBN 978-954-272-867-2
4. The Battle of Labyrinth Graphic Novel (2018, в сътрудничество с Робърт Вендити, Орфиъс Колар и Антоан Доде)
Битката за лабиринта (романът в комикс), изд. „Егмонт България“ (2022), прев. Александър Драганов, ISBN 978-954-272-872-6
5. The Last Olympian Graphic Novel (2019, в сътрудничество с Робърт Вендити, Орфиъс Колар и Антоан Доде)

#### Серия „Хрониките на Кейн“ (The Kane Chronicles) – адаптирана от Орфиъс Колар
1. The Red Pyramid Graphic Novel (2012)
2. The Throne of Fire Graphic Novel (2015)
3. The Serpent's Shadow Graphic Novel (2017)

#### Серия „Героите на Олимп“ (The Heroes of Olympus)
1. The Lost Hero Graphic Novel (2014, в сътрудничество с Робърт Вендити, Нейт Пауъл и Олфиъс Кояр)
2. The Son of Neptune Graphic Novel (2017, в сътрудничество с Робърт Вендити, Антоан Доде и Орфиъс Кояр)

### Серия „Магнус Чейс и боговете на Асгард“ (Magnus Chase and the Gods of Asgard)
1. The Sword of Summer (2015)[8]
Мечът на лятото, изд. „Егмонт България“ (2015), прев. Александър Драганов, ISBN 978-954-27-1589-4
2. The Hammer of Thor (2016)
Чукът на Тор, изд. „Егмонт България“ (2016), прев. Александър Драганов, ISBN 978-954-27-1860-4
3. The Ship of the Dead (2017)
Корабът на мъртвите, изд. „Егмонт България“ (2017), прев. Александър Драганов, ISBN 978-954-27-1935-9

#### Съпътстващи издания
- Hotel Valhalla Guide to the Norse Worlds (2016)
Наръчник на хотел Валхала към Деветте свята, изд. „Егмонт България“ (2022), ISBN 978-954-272-862-7
- The Magnus Chase Coloring Book (2018, илюстрации от Кейт Робинсън)
- 9 from the Nine Worlds (2018)
9 от деветте свята, изд. „Егмонт България“ (2022), ISBN 978-954-272-781-1

### Серия „Изпитанията на Аполон“ (The Trials of Apollo)
1. The Hidden Oracle (2016)
Скритият оракул, изд. „Егмонт България“ (2016), прев. Александър Драганов, ISBN 978-954-27-1738-6
2. The Dark Prophecy (2017)[9]
Тъмното пророчество, изд. „Егмонт България“ (2017), прев. Александър Драганов, ISBN 978-954-27-2010-2
3. The Burning Maze (2018)[7][10]
Пламтящият лабиринт, изд. „Егмонт България“ (2018), прев. Александър Драганов, ISBN 978-954-27-2186-4
4. The Tyrant's Tomb (2019)
Гробницата на тирана, изд. „Егмонт България“ (2019), прев. Александър Драганов, ISBN 978-954-27-2340-0
5. The Tower of Nero (2020)
Кулата на Нерон, изд. „Егмонт България“ (2020), прев. Александър Драганов, ISBN 978-954-27-2484-1

#### Съпътстващи издания
- Camp Jupiter Classified (2020)
Строго секретно от лагер „Юпитер“. Дневник на новобранеца, изд. „Егмонт България“ (2022), ISBN 978-954-272-441-4

### Сборници
- Cursed Carnival and Other Calamities (2023) - с Карлос Ернандес, Рошани Чокши, Дж. К. Сервантес, Йон Ха Лий, Кваме Мбалия, Ребека Роанхорс, Телор Кай Мея, Сарват Чада и Грейси Ким
Прокълнатият карнавал и други бедствия, изд. „Егмонт България“ (2023), прев. Александър Драганов, ISBN 978-954-272-994-5